# Ute Winkler
Ute Winkler (geboren am 29. August 1940 in Frankfurt am Main) ist eine deutsche Juristin. Sie war Richterin, Gerichtspräsidentin und Mitglied des Hessischen Staatsgerichtshofs. 1996 wurde sie als erste Frau an die Spitze des Landessozialgerichts Sachsen-Anhalt berufen. Sie hatte das Amt der Gerichtspräsidentin bis zu ihrer Pensionierung Ende August 2005 inne.

## Leben
Nach dem Abitur studierte Ute Winkler Rechtswissenschaft. Sie beendete das Studium 1964 mit der Ersten Juristischen Staatsprüfung. Nach dem Rechtsreferendariat absolvierte sie 1968 die Zweite Juristische Staatsprüfung.
Zunächst arbeitete die Juristin als Rechtsanwältin. Von 1969 bis 1973 war sie am Bundessozialgericht, anschließend als wissenschaftliche Mitarbeiterin am Sozialgericht Fulda tätig. 1974 wurde sie zur Richterin am Sozialgericht Fulda ernannt. Von Dezember 1984 bis Dezember 1996 war sie Direktorin des Sozialgerichts Fulda.
Um 1996 wurde Winkler zum stellvertretenden richterlichen Mitglied an den Staatsgerichtshof des Landes Hessen gewählt.
Am 20. Dezember 1996 wurde sie zur Präsidentin des Landessozialgerichts Sachsen-Anhalt ernannt. Am 31. August 2005 trat Ute Winkler in den Ruhestand.

## Veröffentlichungen (Auswahl)
Als Herausgeberin
- mit Ulrich Stascheit: Durchblick für Arbeitslose / Arbeitslosenprojekt TuWas. Lehrmittel. Fachhochschulverlag, Frankfurt am Main 1993, DNB 946413576.
- mit Ulrich Stascheit: Durchblick für Arbeitslose: 110 Schaubilder zum SGB III / Arbeitslosenprojekt TuWas. Ratgeber. Fachhochschulverlag, Frankfurt am Main 2018, ISBN 978-3-947273-03-4.
- mit Ulrich Stascheit (Hrsg.): Arbeitslosenrecht 1995. 13. Aufl. 2008, ISBN 978-3-8329-3821-5.
- Zeitschrift Info also. Informationen zum Arbeitslosenrecht und Sozialhilferecht. Nomos Verlag, Baden-Baden.

Beiträge und Bearbeitungen
- Die Sozialgerichte - eine Justiz für die Hilfsbedürftigen. In: Betrifft Justiz. Nr. 50, Juni 1997, ISSN 0179-2776, S. 59–60.
- Wer ist in der Arbeitslosenversicherung versichert und wer sollte in den Versicherungsschutz einbezogen werden? In: Karl-Jürgen Bieback, Christine Fuchsloch, Wolfhard Kohte (Hrsg.): Arbeitsmarktpolitik und Sozialrecht. Zu Ehren von Alexander Gagel. Verlag C. H. Beck, München 2011, ISBN 978-3-406-61900-7, S. 31–48.
- Als Bearbeiterin: Alexander Gagel: SGB II / SGB III Grundsicherung und Arbeitsförderung. Kommentar. Herausgegeben von Sabine Knickrehm und Olaf Deinert. 79. Aufl. C. H. Beck Verlag, München 2020, ISBN 978-3-406-45042-6.
- Als Mitwirkende: Udo Geiger: Leitfaden zum Arbeitslosengeld II. Der Rechtsratgeber zum SGB II. Hrsg. v. Arbeitslosenprojekt TuWas, 15. Aufl., Fachhochschulverlag, Frankfurt am Main 2021, ISBN 978-3-947273-28-7.